# Liste der Monuments historiques in Kleingœft
Die Liste der Monuments historiques in Kleingœft führt die Monuments historiques in der französischen Gemeinde Kleingœft auf.

## Liste der Bauwerke
| Bezeichnung          | Beschreibung | Standort                     | Kennzeichnung | Schutzstatus | Datum | Bild           |
| -------------------- | --- | ---------------------------- | ------------- | ------------ | ----- | -------------- |
| Friedhof mit Kapelle | ehemals Pfarrkirche St-Alban von Betbur; Chorturm aus dem 12. Jahrhundert, Schiff bezeichnet 1722 (Restaurierung?) | nordöstlich des Ortes (Lage) | PA00084758    | Classé       | 1965  | weitere Bilder |